# Mars One

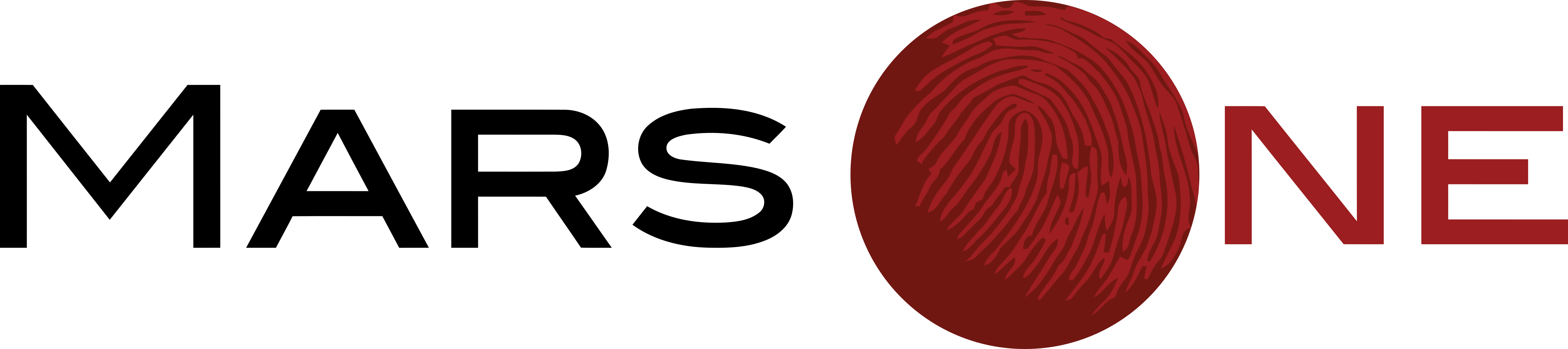
Logo de Mars One

Mars One (en español Marte Uno) fue un proyecto privado internacional para establecer una colonia humana en Marte. El plan propuesto por el investigador Bas Lansdorp fue enviar un satélite de comunicación, robots, habitáculos y cámaras de TV que serían utilizadas para documentar la estadía de los astronautas en el planeta rojo a manera de reality show, las cosas serían enviadas en varias etapas, y luego se estima que para el 2033 el primer equipo de cuatro humanos estaría en Marte para que viviesen allí por el resto de sus vidas. Entonces, un nuevo equipo de cuatro astronautas sería enviado cada dos años tras el envío inicial.
El proyecto fue alentado por el físico Gerard 't Hooft.
Mars One estuvo intentando asegurar patrocinadores e inversores convirtiéndolo en un reality show y tener ciertos astronautas elegidos por el público. Se esperaba que sólo poner los primeros cuatro astronautas en Marte costaría aproximadamente US$ 6 000 millones. Mars One había identificado a proveedores potenciales, como SpaceX, para los componentes de la misión. Clamaban que el costo sería significativamente reducido haciéndolo un viaje de ida solamente.
Sin embargo, en el ámbito científico hubo críticas que pusieron serias dudas sobre la viabilidad del proyecto, por lo que se sugirió que se trataba sólo de un proyecto de televisión.
El concepto de Mars One comenzó en 2011 con las conversaciones entre los dos fundadores, Bas Lansdorp y Arno Wielders.

## Proceso de selección de los postulantes
En 2013 comenzaron los procesos de selección de los participantes que protagonizarían este reality, y si bien cualquier persona puede inscribirse, Mars One esperaba evitar a estafadores y spam cobrando una entrada de postulación de entre 5 y 75 dólares. Para poder postular lo único requerido era ser mayor de 18 años. Además, los interesados tuvieron que enviar un video donde explicasen por qué deben ser los seleccionados para este proyecto. En una noticia se señala lo siguiente: "De acuerdo a la compañía, tienen a 45.000 inscritos para recibir información del proyecto, y 10 000 personas ya se encuentran enviando mensajes de correo electrónico preguntando acerca del proceso de postulación." Este proceso culminó con 202 586 aplicantes en julio de 2013, disminuyendo a 10 000 en septiembre.
Los diez países con mayor cantidad de voluntarios en la segunda ronda se muestran en la siguiente tabla:
| Nativo de:     | Total | Voluntarios | Voluntarias |
| -------------- | ----- | ----------- | ----------- |
| Estados Unidos | 297   | 149         | 148         |
| Canadá         | 75    | 32          | 43          |
| India          | 62    | 40          | 22          |
| Rusia          | 52    | 22          | 30          |
| Australia      | 43    | 23          | 17          |
| China          | 40    | 21          | 19          |
| Reino Unido    | 36    | 17          | 19          |
| España         | 27    | 18          | 9           |
| Sudáfrica      | 25    | 20          | 5           |
| Brasil         | 23    | 11          | 12          |

Durante la tercera ronda, en octubre de 2013, de los 10 000 participantes, sólo se eligieron 1058 candidatos, y entre mayo y noviembre de 2014 esta cifra se redujo de 705 a 664.

### The Mars 100
Estos 664 fueron entrevistados individualmente. El 16 de febrero de 2015 se dio a conocer la selección de "The Mars 100", los cien de Marte. 50 hombres y 50 mujeres de todo el mundo que participarán en la competencia televisada para formar parte de los seis equipos que se prepararán a tiempo pleno para ir a Marte. Los participantes por continente son:
- 39 de América
  - Bolivia (Zaskia)
  - Uruguay (Yuri)
  - Brasil (Sandra)
  - Ecuador (Francisco)
  - Estados Unidos (Kenya, Dan, Leila y Yari (nivel4))
- 31 de Europa
  - 2 de España (Pablo Martínez y Ángel)
- 16 de Asia
  - Filipinas (Minerva)
  - Japón (Etsuko y Sabrina)
- 7 de África
  - Sudáfrica (Kobus, Alexandra, Edwin y Adriana)
- 7 de Oceanía
  - Australia (Josh, Dianne, Natalie, Electra y Teah)

### Ronda tres
Se lleva a cabo en 2017 en el transcurso de cinco días, durante los cuales se forman 10 grupos de 10 candidatos.
El comité de selección establece desafíos de dinámicas de grupo y proporciona materiales de estudio relacionados con los desafíos. Esto les permite observar cómo los candidatos trabajan en un ambiente de grupo.

## Finanzas

### Patrocinadores
El 31 de agosto de 2012, personal de la compañía anunció que la financiación de sus primeros patrocinadores se había recibido en forma de dinero de patrocinio corporativo, que se utilizará sobre todo para financiar los estudios de diseño conceptual proporcionados por los proveedores aeroespaciales.

### Donaciones y publicidad
Desde el anuncio oficial de su conversión a un Stichting, Mars One ha estado aceptando donaciones mensuales a través de su página web. El 11 de marzo de 2015, Mars One había recibido $ 784,380 en donaciones y ventas de mercancías. La actualización reciente donación se suma a la campaña Indiegogo ($ 313.744) para la donación y el total de mercancías privado.
Más de tres cuartas partes de la inversión es en concepto de estudios de diseño. Mars One afirma que "los ingresos por donaciones y mercancías no se han utilizado para pagar los salarios". Hasta la fecha, no hay registros financieros se hayan lanzado al público.

## Plan
El plan de la misión es el siguiente:
- 2013: Más de 200 000 personas de todo el mundo mandaron solicitudes como postulantes para viajar sin retorno al planeta rojo. Estos videos se divulgan en el sitio web. 1058 candidatos fueron seleccionados para el período de entrevistas, pero solo 705 obtuvieron la aprobación médica en mayo de 2014.

- 2014: El proceso de selección regional comienza con dichas entrevistas.[7]
- 2015: fue divulgado el 16 de febrero los 100 aspirantes para ir a Marte
- 2018: El primer satélite de comunicación será producido, una misión de aprovisionamiento será lanzada con 2,5 toneladas de comida en un SpaceX Dragon modificado y un vehículo de exploración similar al rover usado en la luna será lanzado para elegir la localización de la colonia.
- 2021: Se enviarán seis Dragons adicionales y otro rover junto a dos unidades habitables, dos unidades de soporte vital y dos unidades aprovisionadoras.
- 2022: Lanzamiento del transbordador Falcon Heavy de SpaceX.
- 2025: Los primeros colonizadores llegarán a Marte.
- 2027: Un segundo grupo de cuatro colonizadores llegará.
- 2035: La colonia llegará a los 20 habitantes.[1]

## Críticas
En el ámbito científico, se duda la viabilidad del proyecto, aduciendo que el monto de dinero proyectado para la misión a Marte no se corresponden con la realidad, por lo que nunca se llegará a Marte y todo quedará en una simulación de colonización de Marte televisada. (Que por otro lado, es la crítica principal: Que el objetivo desde el principio fue realizar un show televisivo como "Gran Hermano", tomando en cuenta las relaciones que tiene Mars One con la productora de ese programa de televisión).
Un cálculo de costos y tecnología de mantenimiento de una colonia, indica que por un lado, no se podrá llevar a Marte lo necesario para una supervivencia mínima, más allá de unos días, y la tecnología actual no tiene recursos para el reciclado completo de oxígeno, nitrógeno y otros elementos necesarios.